# M.A. (Automobilhersteller)
M.A. war ein Automobilhersteller aus Barcelona. Das Unternehmen entstand im Jahre 1921, als Jesus Batlló das Unternehmen Alvarez übernahm, das 1920 gegründet worden war, aber nicht lange existierte. Batlló setzte die Produktion unter dem Namen M.A. fort. Die Bedeutung der Initialen ist nicht mehr bekannt. Der Rennfahrer Douglas Hawkes fuhr in den 1920er Jahren einen M.A. in Brooklands. 1921 bestritt auch Batlló den Gran Premio de España de Voiturettes mit einem M.A. Etwa 1922 endete die Produktion.